# Polyipnus polli
Polyipnus polli är en fiskart som beskrevs av Schultz, 1961. Polyipnus polli ingår i släktet Polyipnus och familjen pärlemorfiskar. Inga underarter finns listade i Catalogue of Life.